# Bakery Jatta
Bakery Jatta (* 6. Juni 1998 in Gunjur) ist ein gambischer Fußballspieler. Er spielte zunächst als „Bakary Daffeh“ (angeblich: * 6. November 1995) in Gambia, Nigeria sowie dem Senegal und war gambischer U20-Nationalspieler. 2015 kam er unter der Identität „Bakery Jatta“ nach Deutschland. Seit Juli 2016 steht er beim Hamburger SV unter Vertrag. Die Unklarheit seiner Identität und des Geburtsdatums lösten Kontroversen in den Medien aus sowie staatsanwaltschaftliche Ermittlungen gegen ihn, Gerichtsverfahren und Einsprüche gegen Spielergebnisse. Das Landgericht Hamburg stellte 2022 fest, dass Jatta und Daffeh „mit sehr großer Wahrscheinlichkeit“ identisch seien und folgte der Darstellung der Verteidigung, dass sich Jatta in Afrika als drei Jahre älterer „Bakary Daffeh“ ausgegeben habe, um früher am bezahlten Fußball teilnehmen zu können.

## Vereinskarriere

### AlsBakary Daffehin Afrika
Jatta wuchs nach eigenen Aussagen ohne Eltern in Gambia auf. Er begann als „Bakary Daffeh“ seine Karriere beim Commit FC, für den er seit mindestens 2009 spielte. Zur Saison 2010/11 wechselte er zum Zweitligisten Gunjur United, bevor er zur Saison 2011/12 zum Erstligisten Brikama United wechselte. Dort war er in der Saison 2012 Teil des Kaders in der CAF Champions League. Er spielte im Jahr 2012 für neun Monate auf Leihbasis beim nigerianischen Erstligisten 36 Lion FC aus Lagos und kehrte Anfang 2013 zu Brikama United zurück. Laut dem Transfer-Registrierungs-System (TRS) der FIFA war er bis November 2013 auf den Verein registriert. Anfang Dezember 2013 wechselte Jatta für ein Jahr auf Leihbasis zum senegalesischen Erstligisten Casa Sports aus Ziguinchor. Er spielte zunächst bis zum Ende der Saison 2013/14 für Casa Sports, kehrte von Juli bis November 2014 zu Brikama United zurück und spielte zwischen Dezember 2014 und Januar 2015 erneut für Casa Sports. Sein letzter Einsatz für den senegalesischen Verein datiert vom 11. Januar 2015. Ab Januar 2015 absolvierte Jatta ein Probetraining in Italien beim damaligen Drittligisten AS Pro Piacenza 1919. Im Frühjahr 2015 kehrte er zu Brikama United zurück und wurde im April 2015 in einem Spielbericht erwähnt.

### AlsBakery Jattanach Deutschland
Laut eigener Aussage kam er als „Bakery Jatta“ (* 6. Juni 1998) im Zuge der Flüchtlingskrise im Jahr 2015 durch die Sahara, über das Mittelmeer und Italien aus dem westafrikanischen Staat nach Deutschland. Im niedersächsischen Bothel in der Nähe von Bremen wurde er in die Akademie des ehemaligen Boxers Lothar Kannenberg – eine Jugendhilfe- und Bildungseinrichtung – aufgenommen. Die Akademie vermittelte Jatta, der laut seinen eigenen Angaben bis dahin nur gelegentlich an Wochenenden in einer Art Fußballschule und ansonsten auf der Straße Fußball gespielt hatte, ein Probetraining bei der A-Jugend von Werder Bremen. Für den SV Werder kam er in einem Testspiel zwischen einer Auswahl aus Jugendspielern und der zweiten Mannschaft von Hannover 96 zum Einsatz. Werder Bremen bot Jatta daraufhin einen Vorvertrag an, den dieser allerdings ablehnte, da ihm nur ein festes Arbeitsverhältnis einen Aufenthaltstitel mit dem Beginn der Volljährigkeit im Juni 2016 gesichert hätte.

„Ich habe in Afrika in keinem Verein gespielt, das gab es dort nicht, höchstens mal am Wochenende konnte man ein betreutes Training mitmachen. Ansonsten waren wir auf uns gestellt, wir haben auf der Straße Fußball gespielt und uns selbst die Dinge beigebracht.“

Nach eigenen Angaben hat Jatta am 6. Dezember 2024 in Gambia geheiratet. Die muslimischen Feierlichkeiten wurden in seiner Abwesenheit durchgeführt, die Familienzusammenführung nach Hamburg soll Ende des Jahres stattfinden.

### Profi beim Hamburger SV
Anfang Januar 2016 absolvierte Jatta ein zweitägiges Probetraining bei den Bundesliga-Profis des Hamburger SV und hinterließ laut Trainer Bruno Labbadia einen guten Eindruck. Da eine Erstregistrierung eines minderjährigen Spielers, der nicht Staatsbürger des Landes ist, in dem er erstmals registriert werden möchte, unzulässig ist, durfte er allerdings zunächst nicht verpflichtet werden. In der Folge trainierte Jatta mit seinem Individualtrainer und nahm abends am Training des Oberligisten Bremer SV teil; gleichzeitig ging er noch zur Schule und lernte Deutsch. Eine Woche nach seinem 18. Geburtstag unterzeichnete Jatta am 13. Juni 2016 einen Dreijahresvertrag beim HSV, was für weltweite Berichterstattung sorgte. Im August 2016 erhielt er einen an das Arbeitsverhältnis gekoppelten Aufenthaltstitel bis zu seinem Vertragsende 2019. Einen Asylantrag stellte Jatta nicht.
Anfang September 2016 erhielt er seine Spielberechtigung für Pflichtspiele. Wenige Tage später erzielte Jatta bei seinem Pflichtspieldebüt für die zweite Mannschaft in der viertklassigen Regionalliga Nord beide Treffer beim 2:0-Sieg gegen den BSV Rehden und eine Woche später ebenfalls zwei Tore beim 3:1-Sieg gegen den VfV 06 Hildesheim. Am 30. Oktober 2016 stand er beim Auswärtsspiel gegen den 1. FC Köln erstmals bei einem Pflichtspiel im Kader der ersten Mannschaft des Hamburger SV. Sein Bundesligadebüt absolvierte Jatta unter Markus Gisdol am 16. April 2017 bei der 1:2-Auswärtsniederlage gegen Werder Bremen, als er in der Schlussphase eingewechselt wurde. Insgesamt absolvierte Jatta in seinem ersten Jahr beim HSV 6 Bundesligaspiele ohne Torerfolg sowie 16 Regionalligapartien, in denen ihm 11 Tore gelangen.
In der Saison 2017/18 kam Jatta unter den Trainern Markus Gisdol, Bernd Hollerbach und Christian Titz auf 10 Bundesligaeinsätze. Daneben spielte er 10-mal in der zweiten Mannschaft, in der er 8 Tore erzielte. Nachdem der HSV in die 2. Bundesliga abgestiegen war, kam Jatta zum Beginn der Saison 2018/19 unter Titz nur zu einer Einwechslung und spielte 11-mal in der Regionalliga Nord (ein Tor). Nachdem Hannes Wolf die Mannschaft Ende Oktober 2018 übernommen hatte, kam er in den 8 übrigen Spielen bis zur Winterpause zum Einsatz (5-mal in der Startelf) und erzielte 2 Tore. In der Winterpause verlängerte Jatta seinen zum Saisonende auslaufenden Vertrag bis zum 30. Juni 2024, wodurch sich auch sein Aufenthaltstitel in Deutschland dementsprechend verlängerte. Auch nach der Winterpause behauptete Jatta seinen Stammplatz, sodass für ihn am Saisonende insgesamt 25 Zweitligaeinsätze (19-mal von Beginn) zu Buche standen, in denen er 4 Tore erzielte. Der HSV erreichte mit ihm erstmals seit 2009 das Halbfinale des DFB-Pokals, wobei Jatta bei der 1:3-Niederlage gegen RB Leipzig den zwischenzeitlichen Ausgleich erzielte. In der Liga verpasste der HSV mit dem vierten Platz den direkten Wiederaufstieg.
In der Saison 2019/20 zählte Jatta unter dem neuen Cheftrainer Dieter Hecking zum Stammpersonal. Gemeinsam mit Sonny Kittel bildete er zumeist die „Flügelzange“ des HSV. Jatta kam auf 31 Zweitligaeinsätze, stand 24-mal in der Startelf und erzielte 4 Tore. Der HSV verpasste jedoch erneut auf dem 4. Platz den Wiederaufstieg.
Auch in der Saison 2020/21 war Jatta unter Daniel Thioune zumeist gesetzt, musste aber insbesondere zum Saisonbeginn Manuel Wintzheimer und Khaled Narey den Vortritt auf dem Flügel lassen. Er kam 27-mal (17-mal in der Startelf) in der Liga zum Einsatz und erzielte 5 Tore.
Unter Trainer Tim Walter konnte Jatta in der Folgesaison 2021/22 seinen Stammplatz festigen und absolvierte alle 34 Ligaspiele, in denen ihm fünf Tore gelangen. Auch in beiden Relegationsspielen am Ende der Saison stand Jatta auf dem Platz. Der Verein scheiterte jedoch knapp am Aufstieg. 
In die Saison 2022/23 konnte Jatta aufgrund einer in der Sommerpause erlittenen Muskelverletzung erst am fünften Spieltag sein erstes Spiel bestreiten, wobei er nur zum Ende des Spiels gegen Darmstadt eingewechselt wurde. Ab dem 13. Spieltag musste er wegen einem Außenbandriss im Sprunggelenk bis zur Winterpause aussetzen, stand aber am 18. Spieltag gegen Eintracht Braunschweig wieder in der Startelf. 
Zur Saison 2023/24  gehörte er unter Trainer Walter, Interimstrainer Merlin Polzin sowie dessen Nachfolger Steffen Baumgart zum festen Stammkader der Hamburger. In 32 Ligaspielen gelangen ihm fünf Tore. In die Saison 2024/25 ging er als nun dienstältester aktiver Hamburger Spieler, verletzte sich aber bereits nach dem zweiten Spieltag und musste mit einem Bänderriss im Sprunggelenk pausieren. Nach dieser Verletzung, durch die er seinen Stammplatz verlor, kam er nur noch auf sechs weitere Saisoneinsätze. Ab dem 19. Spieltag fiel Jatta mit einem Syndesmosebandriss erneut bis Saisonende aus, so dass er am Aufstieg des Hamburger SV nur bedingt beteiligt war.

## Nationalmannschaftskarriere

### AlsBakary Daffeh
Jatta spielte als Daffeh (* 1995) im April 2014 mindestens ein Mal in der U20-Nationalmannschaft Gambias, als er beim 1:0-Sieg gegen Liberia im Rahmen der Qualifikation für den U20-Afrika-Cup 2015 den Siegtreffer erzielte. Da in der gambischen Mannschaft in diesem Spiel fünf Spieler eingesetzt worden waren, die vor dem 1. Januar 1995 geboren wurden, wurden alle gambischen Nationalmannschaften vom CAF von allen Kontinentalwettbewerben ausgeschlossen.

### AlsBakery Jatta
Anfang September 2019 äußerte der Cheftrainer der deutschen U21-Nationalmannschaft, Stefan Kuntz, dass es Pläne gebe, Jatta bei der Einbürgerung zu unterstützen. Er wäre dann für die Olympischen Spiele 2020 und für die U21-Europameisterschaft 2021 spielberechtigt gewesen. Ende Oktober 2019 entschied sich der DFB jedoch gegen dieses Vorhaben.
Ende Oktober 2019 wurde er von Tom Saintfiet für die Afrika-Cup-Qualifikationsspiele der gambischen Nationalmannschaft im November nominiert. Jatta kam der Nominierung jedoch nicht nach.

## Kontroverse um Identität

### Ermittlungen
Nach dem Probetraining beim Hamburger SV im Januar 2016 kamen Zweifel am Alter des nach seiner Auskunft 17-Jährigen auf. Untersuchungen im Universitätsklinikum Hamburg-Eppendorf ergaben, dass Jattas biologische Entwicklung bereits abgeschlossen sei. Der damalige HSV-Sportdirektor Peter Knäbel teilte jedoch mit, dass es keinerlei Zweifel am Alter gebe.
Am 7. August 2019 veröffentlichte die Sport Bild das Ergebnis ihrer Recherchen, nach denen der Verdacht naheliege, dass Jatta 2015 unter einer falschen Identität nach Deutschland eingereist sei und sich drei Jahre jünger ausgegeben habe. Demnach handle es sich bei Jatta um den gambischen Fußballspieler Bakary Daffeh (* 1995), der für verschiedene Vereine in Gambia (u. a. Brikama United), Nigeria und im Senegal sowie in Gambias U20-Nationalmannschaft gespielt hat. Damit wäre er zum Zeitpunkt seiner Einreise bereits 19 Jahre alt und somit volljährig gewesen und hätte seine vor einer Abschiebung schützende Duldung als unbegleiteter minderjähriger Flüchtling nicht erhalten können. Zwei gambische Trainer hätten auf Fotos des HSV-Spielers Daffeh erkannt. Zudem könne über 2015 hinaus kein weiteres Spiel für „Daffeh“ mehr nachgewiesen werden.
Dem Hamburger SV waren die Recherchen bereits eine Woche zuvor bekannt gewesen, weshalb der Verein Jatta zu den Anschuldigungen befragte. Dieser blieb bei seiner Darstellung, als minderjähriger Flüchtling nach Deutschland eingereist zu sein, nicht Bakary Daffeh zu sein und noch nie zuvor organisiert Fußball gespielt zu haben. Zudem erkundigte sich der HSV bei der DFL nach der Spielberechtigung Jattas. Laut der DFL lägen stichhaltige Dokumente vor, weshalb sich an der Spielberechtigung nichts ändere. Nach der Veröffentlichung der Sport Bild nahmen der DFB-Kontrollausschuss und die für Jatta zuständige Ausländerbehörde, das Bezirksamt Hamburg-Mitte, Ermittlungen auf.
Der Hamburger SV stellte sich hinter Jatta und forderte vom DFB und der DFL eine eindeutige und schnellstmögliche Positionierung, um einen rechtssicheren Ablauf des Pokal- und Punktspielwettbewerbs sicherzustellen. Der HSV betonte, dass Jatta seit drei Jahren einen gültigen Pass und eine Spielerlaubnis besitze, und kündigte an, ihn weiterhin vollumfänglich im Trainings- und Spielbetrieb einzuplanen. Die DFL bestätigte daraufhin bis zur endgültigen Klärung der Angelegenheit Jattas Spielberechtigung.
Am 9. August 2019 berichtete Der Spiegel unter Berufung auf Dokumente von Football Leaks, dass der HSV bereits im Januar 2016 den Zweifeln hinsichtlich der Identität Jattas nachgegangen sei. Demnach habe ein Spielerberater einen HSV-Mitarbeiter darauf hingewiesen, dass er aus verlässlichen Quellen erfahren habe, Jatta heiße mit richtigem Namen Bakary Daffeh. Beim Versuch, den Hinweisen nachzugehen, habe der Mitarbeiter aber keine Beweise finden können, die Jatta be- oder entlasten könnten.
Am selben Tag berichtete das Hamburger Abendblatt, dass Jatta laut dem Senator für Inneres von Bremen im Sommer 2015 zunächst ohne gültigen Reisepass eingereist sei. Danach habe er in Gambia einen Reisepass beantragt, der per Post nach Deutschland geschickt worden sei und den 27. Januar 2016 als Ausstellungsdatum trage. Auf Nachfrage des Bremer Migrationsamts habe der Honorarkonsul der Republik Gambia in Köln die Ausstellung des neuen Reisepasses bestätigt. Laut dem Spielerpass, mit dem Jatta von der Gambia Football Federation für den Hamburger SV die internationale Freigabe erteilt wurde, war er vom 1. Februar 2014 bis 2016 als Spieler von Brikama United geführt. Dies deckt sich mit den Daten im Transfer-Registrierungs-System (TRS) der FIFA: Jatta war vom 1. Februar 2014 bis zum 30. Juni 2016 bei Brikama United registriert, „Daffeh“ bis November 2013.
Der 1. FC Nürnberg (0:4, 2. Spieltag), der VfL Bochum (0:1, 3. Spieltag) und der Karlsruher SC (2:4, 4. Spieltag) legten Einspruch gegen die Wertung ihrer Niederlagen gegen den HSV, bei denen Jatta zum Einsatz gekommen war, ein – mit der Begründung, dessen Spielberechtigung sei wegen einer anderen Identität unwirksam.
Am 2. September 2019 stellte das Bezirksamt Hamburg-Mitte die Ermittlungen gegen Jatta ein, da aus den vorliegenden Unterlagen keine belastbaren Anhaltspunkte hervorgingen. Kurz darauf zogen Nürnberg, Bochum und der KSC ihre Einsprüche zurück.
Am 19. September 2019 berichtete die Bild/Sport Bild, dass Jatta im Jahr 2015 bei den Bremer Behörden den Namen Bakary Daffeh in seiner E-Mail-Adresse angegeben habe. Das Sozialzentrum Gröpelingen/Walle habe am 3. September 2019 Kopien von Jattas Personalbogen bei der Polizei Bremen mit dem Hinweis eingereicht, dass es große Ungereimtheiten in dem Fall gebe. Auf Nachfrage des Norddeutschen Rundfunks bestätigte die Bremer Staatsanwaltschaft die erneute Prüfung des Sachverhalts. Wenige Wochen später gab sie jedoch bekannt, keine Ermittlungen vorzunehmen; der Fall sei aus ihrer Sicht abgeschlossen.
Anfang Juli 2020 wurde bei Jatta wegen des Verdachts des Verstoßes gegen das Aufenthaltsgesetz eine Hausdurchsuchung vorgenommen, da der Verdacht bestehe, er könne unrichtige Angaben zu seiner Identität gemacht haben, um damit einen Aufenthaltstitel zu erlangen.
Im Mai 2021 wurde ein Gutachten des Instituts für biologische Anthropologie der Albert-Ludwigs-Universität Freiburg bekannt, welches im Auftrag der Staatsanwaltschaft Hamburg erstellt wurde. Dieses stellte fest, „dass der 22 Jahre alte Jatta und der drei Jahre ältere gambische Fußballspieler Bakary Daffeh mit hoher Wahrscheinlichkeit ein und dieselbe Person sind“.

### Anklage
Anfang Dezember 2021 erhob die Staatsanwaltschaft Hamburg vor dem Jugendrichter des Amtsgerichts Hamburg-Altona Anklage gegen Jatta. Nach Auffassung der Behörde handle es sich bei Jatta um Bakary Daffeh. Jatta werden „Vergehen gegen das Aufenthaltsgesetz in vier Fällen sowie in einem weiteren Fall mittelbare Falschbeurkundung vorgeworfen“, da er sich mit mutmaßlich falschen Personalien einen Führerschein habe ausstellen lassen. Laut Staatsanwaltschaft soll er „im Sommer 2015 als Flüchtling ohne Pass und Aufenthaltstitel über Italien in die Bundesrepublik Deutschland eingereist sein und sich am 18. August 2015 beim Amt für Soziale Dienste in Bremen als „Bakery Jatta, geboren am 06.06.1998“ ausgegeben haben“. Damit wollte er laut Anklage erreichen, dass ihm „wegen der behaupteten Minderjährigkeit und des sich daraus ergebenen Abschiebehindernisses eine Duldung erteilt wird.“ Tatsächlich sei er unter seiner wahren Identität bereits volljährig gewesen. Da Jatta – bzw. nach Ansicht der Staatsanwaltschaft Daffeh (* 6. November 1995) – im fraglichen Tatzeitraum teils Heranwachsender (18–20 Jahre), teils Erwachsener (ab 21 Jahre) war und die Staatsanwaltschaft das Schwergewicht bei den Vorwürfen sieht, die nach Jugendstrafrecht zu beurteilen wären, wurde die Anklage vor dem Jugendrichter erhoben. Das Amtsgericht Hamburg-Altona lehnte allerdings die Eröffnung des Hauptverfahrens ab, da es keinen hinreichenden Tatverdacht gegen Jatta sah. Die Staatsanwaltschaft Hamburg legte sofortige Beschwerde gegen den Beschluss ein.
Anfang Juli 2022 entschied das Landgericht Hamburg, dass eine Identitätstäuschung nicht nachweisbar ist, Jatta sich allerdings aufgrund widersprüchlicher Angaben hinsichtlich seiner Mutter vor Gericht verantworten muss.  Das Landgericht Hamburg stellte fest, dass Bakery Jatta und Bakary Daffeh „mit sehr großer Wahrscheinlichkeit“ identisch seien. Das Gericht folgte der Darstellung der Verteidigung, dass sich der 14-jährige Jatta als 16-jähriger Daffeh ausgegeben habe, um in Nigeria und später im Senegal am bezahlten Fußball teilnehmen zu können. Bei seiner Ankunft in Deutschland 2015 sei er wieder unter seiner wahren Identität aufgetreten und damit minderjährig gewesen.

## Erfolge
- Aufstieg in die Bundesliga: 2025 (Hamburger SV)